# 國本鍾建
國本 鍾建（くにもと しょうけん、1966年3月13日 - ）は、日本の俳優。京都府出身。株式会社TAP所属。身長186cm、血液型はA型。

## 来歴・人物
東映京都撮影所の大部屋出身。
特技は殺陣。
悪役・ヤクザ役・刑事役等が定番で、北野武作品には『BROTHER』以降、ほぼ全てに出演。

## 出演

### 映画
- 残侠（1998年、東映）
- 極道の妻たち リベンジ（2000年、東映ビデオ）
- 極道の妻たち 地獄の道づれ（2001年、東映ビデオ）
- BROTHER（2001年、オフィス北野）
- RED SHADOW 赤影（2001年、東映）
- カタクリ家の幸福（2001年、松竹）
- 首領への道 劇場版（2003年、村上劇画プロ、シネマ・クロッキオ） - 白虎会幹部 永渕
- 座頭市（2003年、オフィス北野） - 山路伊三郎（御前試合の素浪人）
- 実録ヒットマン 北海の虎 望郷（2003年、東映） - 金山
- 血と骨（2004年、松竹）
- 疾走（2005年、角川映画）
- TAKESHIS'（2005年、オフィス北野）
- 監督・ばんざい!（2007年、オフィス北野）
- アキレスと亀（2008年、オフィス北野）
- ギララの逆襲/洞爺湖サミット危機一発（2008年、トルネード・フィルム） - 相馬隊長
- GOEMON（2009年、松竹） - 朱雀
- グッド・バッド・ウィアード（2009年、韓国映画）
- 座頭市 THE LAST（2010年、東宝）
- 女子カメラ（2012年） - 岡田剛一
- アウトレイジ ビヨンド（2012年） - 花菱会組員
- あさひるばん（2013年、松竹） - 尾松
- 龍三と七人の子分たち（2015年、龍三と七人の子分たち製作委員会） - 刑事
- シン・ゴジラ（2016年、東宝） ‐ 石倉幕僚長[1]
- 亜人（2017年、東宝） - 平沢
- レディ in ホワイト（2018年） - 岩熊重雄
- BACK STREET GIRLS -ゴクドルズ-（2019年、東映） - 犬金組若頭 永田晃司
- ねばぎば 新世界（2021年） - バラス（金猛仁）
- シン・ウルトラマン（2022年）[2]
- 京都カマロ探偵 (2022年6月17日、マグネタイズ)
- ダウンタウン・ユートピア（2023年11月3日、ウッディ） - 白川圭吾[3][4]
- SAVAGE 獲るのは誰だ？（2024年）

### Vシネマ
- 仁義なき野望（1996年、東映ビデオ）
- 首領への道 シリーズ（1999年 - 2003年、GPミュージアムソフト）
  - 首領への道7 - 白虎会組員 菊池
  - 首領への道18-22 24 25 - 白虎会組員 石丸
  - 首領への道外伝 白虎会見参（2005年） - 白虎会組員 唐沢順一
- 殺し屋PAZUZU（1999年、GPミュージアムソフト）
- 暗黒牙狼街－BOSS－（2001年、タキ・コーポレーション）
- 残侠伝説 覇王道（2002年、タキ・コーポレーション） - 板前
- 実録・柳川組外伝 死神・立川康太郎の日本侵攻作戦（2003年、タキ・コーポレーション）
- 実録・竹中正久の生涯 荒らぶる獅子（2003年、 GPミュージアムソフト） - 竹中組組員 長塚昭男
- 実録・最後の愚連隊（2002年、タキ・コーポレーション） - 神野敏明
- 実録・北陸やくざ戦争（2002年） - 権藤組系浅見組副組長 佐山敏男
- 実録・名古屋やくざ戦争 統一への道（2002年、GPミュージアムソフト） - 大瀬戸一家組員 大田原雅巳
- 実録・九州やくざ列伝 凶健と呼ばれた男（2003年、GPミュージアムソフト）
- 北海水滸伝 4844ブルース 伝説・枯木のバラ（2003年、GPミュージアムソフト）
- 鉄(くろがね) 極道・高山登久太郎の軌跡（2004年、GPミュージアムソフト） - 坂川組組員
- はぐれ狼・阿修羅道（2005年、GPミュージアムソフト）
- ドッグファイターごろつき刑事（2005年、東映ビデオ）
- 殺しの掟（2005年、GPミュージアムソフト） - 神武会若頭
- 修羅外道 本家襲撃（2006年） - 初代時定一家幹部
- 実録・新選組（2006年、GPミュージアムソフト） - 神保修理
- 白竜 シノギの報酬 (2006年、GPミュージアムソフト） - 黒須組幹部 佐田安啓二
- 兄弟 ヒョンジェ（2007年）
- 極道の紋章（2007年） - 川谷組若頭補佐 芝村幸吉
- 平成清水一家（2007年）全2作 - 長田組組員 小政
- 実録・大日本菊水会 双龍伝 完結編（2007年） - 大日本菊水会
- 白竜 支配者VS独裁者（2008年）
- 修羅の統一（2009年） - 銀城会二代目谷川一家組織委員長 角田組組長 住谷貴明
- 恐喝一代記 第二章（2009年） - マフィアのボス
- 侠宴 〜実録・阿形充規の半生〜（2009年） - 新星会新宿支部長 張八晃
- 新まるごし刑事! 鉄拳制裁だ!歌舞伎町!（2009年） - 関東舞舞組組長 舞野舞男
- 白竜 六本木侵攻（2010年）
- 白竜 その女、亜利沙（2010年）
- 総長を護れ（2010年） - 刑事
- 新・日本暴力地帯（2010年） - 掃除屋（大和田組若頭の手の者）
- 外道軍団（2011年） - 啓仁会二代目仙波組
- 極道忠臣蔵（2011年）
- 不良の神様～瑠璃の鳴く頃に～（2012年） - 大海家石田一家 関根正清
- 許されざる者（2012年）
- 極道の紋章 第十七章（2012年）
- 白竜 ヒットラーの息子（2012年）
- 西成の顔(つら)（2012年） - 大阪府警西成署 警部 末永孝弘
- 代紋を捨てた男（2015年） - 三東会兵頭組組員 テツ
- KYOTO BLACK2 黒の純情（2015年） - 大島組幹部 柴田鉄二
- 民暴（2016年） - 白石組組員 赤井
- 極道の掟（2016年）全2作 - 啓和会若頭補佐 江島組組長 江島剛士
- 裏切りの仁義1・2（2017年）全2作 - 啓仁会若頭補佐 森岡組組長 森岡正広
- 大激突 果てなき抗争（2018年） - 京浜連合理事 織本英吉
- 覇者の掟 シリーズ（2018年 - 2019年） - 竜仁会山際組若頭補佐 白石健治（初代山際組組長の娘婿）
- 組織を震撼させた男（2019年） - 王龍会若頭 田所雄二
- KYOTO BLACK 白い悪魔（2019年） - 元 大西組若頭 柴田鉄次
- 影と呼ばれた男たち シリーズ（2019年 - 2020年） - 紀藤セキュリティコンサルタント 飯塚
- キングダム 〜首領になった男〜4（2020年） - 島津真誠会幹部 生島興毅
- 極道の紋章レジェンド（2021年 - ） - 四代目川谷組組長 芝村幸吉
- CONNECT 覇者への道（2024年） - 真道会若頭 恩田組組長 恩田勝久

#### 配信映画
- Broken Rage（2025年配信予定）[5]

#### 配信ドラマ
- 龍が如く〜Beyond the Game〜 (2024年10月 - 、Amazon Prime Video) - スガ役

### テレビドラマ
- 高村薫ドラマ 地を這う虫（1999年、NHK BS2）
- 水戸黄門（TBS）
  - 第35部 第4話「湯の町守る孤独な正義-道後-」（2005年10月31日）　- 三好源之介
  - 第41部 第5話「情けを知った刺客の女 -府中-」（2010年5月10日） - 長谷部玄九郎
- 金曜エンタテイメント「花瀬ちなつの殺人スクープ」（フジテレビ）
- 旗本退屈男（フジテレビ）
- 剣客商売（フジテレビ）
  - 第1シリーズ 第9話「天魔」（1998年）-
  - 第5シリーズ 第8話「鰻坊主」（2004年）- 浪人
  - スペシャルドラマ「母と娘と」（2005年）- 村井
- 隠密奉行朝比奈（フジテレビ）
- 子連れ狼（テレビ朝日）
- 八丁堀の七人（テレビ朝日）
- 暴れん坊将軍（テレビ朝日）
- 科捜研の女3 最終回（テレビ朝日）- 科警研研究員
- 新・京都迷宮案内（テレビ朝日）
- 京都始末屋事件ファイル（テレビ朝日）
- 土曜ワイド劇場（テレビ朝日）
  - 「燃えた花嫁」
  - 再捜査刑事・片岡悠介
    - 3（2012年3月14日）- 藤原建吾
    - 7 - 10 - 館山俊作

  - 検事・朝日奈耀子（2013年3月9日）- 野々村真司
  - ドクター彦次郎2・白い巨塔連続殺人!!教授選挙の裏に女の愛と欲…（2016年10月1日）- 芹沢大介
- 新選組血風録（テレビ朝日）
- 金さん vs 女ねずみ（テレビ朝日）
- 壬生義士伝（テレビ東京）
- コード・ブルー -ドクターヘリ緊急救命- 第1シリーズ（2008年） - 小村権蔵
- 必殺仕事人2009（ABC）- 伊能玄十郎
- サラリーマン金太郎（テレビ朝日）
- トラブルマン（テレビ東京）
- 桂ちづる診察日録（NHK）
- 金曜プレステージ「山村美紗サスペンス 京都・源氏物語殺人絵巻」（フジテレビ） ‐ 工藤刑事
- 借王〈シャッキング〉II-運命の報酬-（WOWOW）
- Dr.伊良部一郎 第1話（2011年1月30日、テレビ朝日）- イサオ
- 相棒 Season9 第17話（2011年3月2日、テレビ朝日）- 矢橋宗一
- 世にも奇妙な物語 21世紀 21年目の特別編「ドッキリチューブ」（2011年5月14日、フジテレビ）
- ランナウェイ〜愛する君のために 第1話 - 第3話（2011年10月27日 - 11月10日、TBS）- 魚住
- 秘密諜報員 エリカ 第8話（2011年11月24日、日本テレビ）
- 愛・命 〜新宿歌舞伎町駆け込み寺〜（2011年12月17日、テレビ朝日）
- 13歳のハローワーク 第1話（2012年1月13日、テレビ朝日）- 橘
- ストロベリーナイト 第7話・第8話（2012年2月21日・28日、フジテレビ）
- 京都地検の女 第8シリーズ 最終話（2012年9月6日、テレビ朝日）- 湯川弁護士
- タンクトップファイター 第3話（2013年5月9日、TBS）- マツダ
- リーガル・ハイ 最終話（2013年12月18日、フジテレビ）- 暴力団「金崎組」組員
- 大岡越前 第7話（2014年1月10日、NHK BSプレミアム）- 留松
- ロング・グッドバイ 第1話（2014年4月19日、NHK）- 支配人
- 土曜プレミアム「アウトバーン マル暴の女刑事・八神瑛子」（2014年8月9日、フジテレビ）- 警視庁捜査官 村木祐輔
- 保育探偵25時〜花咲慎一郎は眠れない!!〜 第1話（2015年1月16日、テレビ東京）- 角田卓
- 神谷玄次郎捕物控2 第6話（2015年5月8日、NHK BSプレミアム）- 陣内仙八郎
- 月曜ゴールデン（TBS）
  - 十津川警部シリーズ
    - 46　特急『草津』殺人迷路（2012年1月9日）- クラブ火の鳥・マネージャー 杉浦トオル
    - 51 京都〜小浜殺人迷路〜八百比丘尼伝説の怪〜（2012年1月9日）- 相原財団会長・相原剛の部下の新田章

  - 駅弁刑事・神保徳之助9（2015年5月11日）- 高田洋一
- 水曜ミステリー9（テレビ東京）
  - 奥多摩駐在刑事3（2015年9月16日）- 矢板英樹（元・千葉刑務所服役囚）
  - さすらい署長 風間昭平12・阿波おへんろ殺人事件（2015年11月11日）- 中谷充
- 下町ロケット 第8話（2015年12月6日、TBS）- 安藤仁
- 警視庁ゼロ係〜生活安全課なんでも相談室〜 第1話、第2話（2016年1月15日・22日、テレビ東京）- 中曽根達郎
- FNS27時間テレビ にほんのれきし「私たちの薩長同盟」（2017年9月10日、フジテレビ）
- 日曜ワイド 「越後純情刑事・早乙女真子」（2018年1月28日、テレビ朝日）- 岩瀬厚一郎
- 大富豪同心 第9回・最終回（2019年7月5日・12日、NHK BSプレミアム） - 山嵬坊
- まだ結婚できない男 第2話（2019年10月15日、フジテレビ） ‐ 高木刑事
- 駐在刑事 SEASON2 第1話「究極の激流トリック!?」（2020年1月24日） - 古川修二（20年前行方不明になったヤクザ）
- ゲキカラドウ 第3話（2021年1月21日、テレビ東京）
- 家政夫のミタゾノ 第5シリーズ 第5話（2022年5月20日、テレビ朝日） - 岡崎
- 日本統一 北海道編（2022年10月18日 - 12月27日、北海道文化放送） - 川島
- 絶メシロード 出張編 前編（2023年3月3日、テレビ東京） - 有田